# Ruicheng
Ruicheng (芮城县,  Ruìchéng Xiàn) ist ein chinesischer Kreis der bezirksfreien Stadt Yuncheng in der Provinz Shanxi. Die Fläche beträgt 1.169 Quadratkilometer und die Einwohnerzahl 342.889 (Stand: Zensus 2020).
Der daoistische Yongle-Tempel (永乐宫) aus der Yuan-Dynastie, die Xihoudu-Stätte (Xihoudu yizhi 西侯度遗址) der paläolithischen Xihoudu-Kultur, der Qingliang-Tempel (Qingliang Si 清凉寺), der Guangrenwang-Tempel (Guangrenwang Miao 广仁王庙) und der Chenghuang-Tempel in Ruicheng (Ruicheng Chenghuang Miao 芮城城隍庙) stehen auf der Liste der Denkmäler der Volksrepublik China.